# 베라 루이스

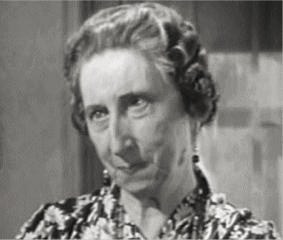

베라 루이스(Vera Mackey, 1873년 6월 10일 ~ 1956년 2월 8일)는 미국의 연극 배우, 영화배우이다.
맨해튼에서 태어났으며 우들랜드힐스에서 사망하였다. 사인은 질병이다.

## 영화
- 살인자들 (1946년)
- 엣지 오브 다크니스 (1943년)
- 만찬에 온 사나이 (1942년)
- 성조기의 행진 (1942년)
- 맨파워 (1941년)
- 리멤버 더 데이 (1941년)
- 포 마더스 (1941년)
- 그들은 밤에 달린다 (1940년)
- 닷지 시티 (1939년)
- 스미스씨 워싱톤 가다 (1939년)
- 포효하는 20년대 (1939년)
- 코멧 오버 브로드웨이 (1938년)
- 네 명의 딸들 (1938년)
- 웨이 다운 이스트 (1935년)
- 미트 더 바론 (1933년)
- 홀드 유어 맨 (1933년)
- 킹콩 (1933년)
- 코퀘트 (1929년)
- 철가면 (1929년)
- 스텔라 달라스 (1925년)
- 인톨러런스 (1916년)